# Simon Koch
Jens Sigvard Simon Koch, född den 18 februari 1871 i Frederiksberg, död den 20 oktober 1935 i Köpenhamn, var en dansk författare. Han var gift med Agnes Henningsen i hennes andra äktenskap och därmed styvfar till Poul Henningsen. 
Koch blev juris kandidat 1895 och inträdde därefter i staden Köpenhamns tjänst. Han blev 1918 direktör för stadens fastigheter. Kochs 
böcker, Haabet og den haabløse (1901), Ung Krigsmand (1903), Lykkenid (1905), Digteren (1907), April (samma år), Den gyldne Sky (1913), Den unge Erik (1921), fortsätter 1890-talets själsskildring i nära anslutning till J.P. Jacobsen.